# بلبل أبيض الرأس
بلبل أبيض الرأس (الاسم العلمي: Hypsipetes thompsoni) هو نوع من فصيلة بلبل.